# 赤石大桥
赤石大桥，是位于中国湖南省宜章县赤石乡的一座公路斜拉桥，跨越青头江河道，是厦蓉高速公路汝城至郴州段（汝郴高速公路）的关键控制性工程，大桥左幅总长2272.76米，右幅总长2253.88米，桥宽28米；主桥为四塔双索面预应力混凝土斜拉桥，全长1470米，主跨为3×380米，最大高度286.63米，桥面至地面最大高差182米。大桥总投资13.69亿元，由湖南省交通规划勘察设计院设计，中交第二航务工程局和中铁大桥局承建，于2010年3月28日开工建设，原计划2014年底建成通车，后因突发事故推迟，最终于2016年10月28日通车。大桥以380米的主跨长度，超过主跨342米的法国米约高架桥，成为世界上主跨最长的高墩多塔混凝土斜拉桥。

## 设计
大桥最初设计方案是“4×200米连续刚构”桥型，在获得中华人民共和国交通运输部批复后，于2008年2月，开始对大桥主桥墩所在位置进行详细的地质勘察，结果发现严重的不良地质问题。2008年5月，开始对大桥进行变更设计，2008年11月大桥的变更设计完成，并提出4种桥型方案，经论证，最后确定将“165米+3×380米+165米四塔预应力混凝土斜拉桥”方案作为推荐方案报批。2009年11月，中华人民共和国交通运输部批复，同意了大桥的变更设计方案。

### 技术参数
- 总体跨径布置：[6]

1. 左幅：（4×40米）连续T梁+（165米+3×380米+165米）斜拉桥+（16×40米）连续T梁，总长：2272.76米；
2. 右幅：（4×40米）连续T梁+（165米+3×380米+165米）斜拉桥+（15×40米）连续T梁，总长：2253.88米。

- 主桥：[6]

1. 采用边塔支承、中塔塔梁墩固结体系，边中跨之比为0.4342。
2. 全宽28米，布置为：1.75米（斜拉索区）+0.5米（护栏）+11米（行车道）+2×0.75米（分隔带）+11米（行车道）+0.5米（护栏）+1.75（斜拉索区）。

- 主梁：采用单箱四室箱型断面，中心高3.2米，顶宽27.5米，桥面设2%的双向横坡。[5]
- 桥塔：[5][8][9]

1. 主桥4座索塔编号为5～8号，由上塔柱、中塔柱、下塔柱、塔座、A～D横梁等组成，总高分别为：259.63米、279.13米、286.63米、271.13米。
2. 大桥9号过渡墩为变截面独立式空心墩，双幅桥采用整体式承台桩基础结构；10~25号墩采用双柱式圆墩桩基础结构。
3. 主桥6~8号墩基础均由34根钻孔桩组成，其中最长桩深102.8米。
4. 索塔上部为“H”形设计，承台为矩形结构，下塔柱采用双曲线造型，断面为空心带凹槽八边形。

- 斜拉索：由表面作防腐处理的低松弛钢绞线组成，纵向呈扇形布置，每塔23对，其中单根最长斜拉索长217.56米，重22吨。[10]

## 建设进程
- 2010年3月28日，大桥开工建设。
- 2010年6月1日，成功浇筑第一根钻孔灌注桩。
- 2010年12月25日，完成7号主墩桩基施工。
- 2011年2月27日，完成7号主墩超大承台施工。
- 2011年3月13日，完成8号主墩全部桩基施工。
- 2011年4月27日，完成8号主墩承台施工。[5]
- 2013年9月22日，第一根斜拉索挂设成功。[11]
- 2013年10月29日，大桥主塔全部封顶。[9]
- 2014年10月29日，6号桥墩左幅塔顶起火，造成9根斜拉索断裂。[1][2]
- 2015年1月，受损的斜拉索已全部被临时索替代。[12]
- 2015年11月5日，开始更换临时斜拉索。[2][12]
- 2016年6月3日，大桥顺利合龙。[3]
- 2016年10月28日，大桥通车。[4]